# Heterocentrotus trigonarius
Heterocentrotus trigonarius is een zee-egel uit de familie Echinometridae.
De wetenschappelijke naam van de soort werd in 1816 gepubliceerd door Jean-Baptiste de Lamarck.
De soort komt voor in de tropische wateren van de Indische Oceaan en de Stille Oceaan.